# Waldo's People (musikalbum)
Waldo's People är det självbetitlade debutalbumet av den finländska musikgruppen Waldo's People. Det gavs ut den 5 maj 1998 och innehåller 10 låtar.

## Låtlista
| Nr  | Titel            | Längd |
| --- | ---------------- | ----- |
| 1.  | U Drive Me Crazy | 3:17  |
| 2.  | I Dream          | 3:14  |
| 3.  | Let's Get Busy   | 3:10  |
| 4.  | Watcha Gonna Do  | 3:49  |
| 5.  | Remind Me        | 3:34  |
| 6.  | Rain             | 3:34  |
| 7.  | Runaway          | 3:29  |
| 8.  | Don't Stop Movin | 3:23  |
| 9.  | Give It Up       | 3:33  |
| 10. | Pray             | 5:28  |

## Listplaceringar
| Lista   | Topplacering |
| ------- | ------------ |
| Finland | 6            |